# Georges Vizyinos
Georges Vizyinos (grec moderne : Γεώργιος Βιζυηνός) est un psychologue, nouvelliste, poète et acteur grec, né à Bizye en Thrace orientale le 8 mars 1849 et mort dans un hôpital psychiatrique à Dromokaïton près d'Athènes le 15 avril 1896. Il est surtout connu pour ses nouvelles.
Né dans l'Empire ottoman, il commença ses études à Chypre, Constantinople puis Athènes avant d'aller étudier la psychologie en Allemagne. Il publia recueils de poèmes et nouvelles, mal accueillis de son vivant. Grand voyageur, il parcourut l'Europe. Ce fut d'ailleurs à Paris que parut, en français, sa première nouvelle, en 1883.
Il fit une carrière dans l'enseignement, mais son obsession principale était de trouver de l'or dans une mine qu'il avait achetée dans son village natal. Atteint d'une maladie mentale (probablement liée à une syphilis), il fut interné en avril 1892 dans un hôpital psychiatrique où il mourut en 1896.

## Biographie
Georges Vizyinos tire son nom de la ville où il naquit (Bizye), en Thrace orientale, alors dans l'Empire ottoman, le 8 mars 1849. Il appartenait à une pauvre famille grecque et orthodoxe dans une région turque et musulmane. Sa mère, Despina (1827-1907) était devenue orpheline à quatre ans. Son père, Michel (1813-1854) était colporteur. Georges avait deux frères survivants : Christakis, son aîné (mort en 1877) et Michel, son cadet. Ses deux sœurs, Anna et Annoula moururent pendant leur enfance.
En 1860, Georges fut placé en apprentissage chez un tailleur de Constantinople. Cependant, le décès de celui-ci en 1862 entraîna une période d'instabilité dont on ne sait pas grand chose. Sa famille fut sans nouvelle de lui jusqu'en 1868. Il aurait été alors le protégé d'un commerçant de Chypre. C'est à Nicosie qu'on le retrouve cette année-là, frère convers auprès de l'archevêque de la ville, Sophronius. Il commença alors ses études. En 1870, Georges logeait au monastère de l'église Saint-Procope où il officiait comme chantre. Il s'éprit alors d'une jeune voisine, Hélène Fysendzidi âgée de 12 ou 13 ans. Il lui consacra ses premières productions littéraires, des poèmes évoquant son déchirement entre son amour charnel et sa vocation religieuse.
Cependant, en 1872, il accompagna son archevêque à Constantinople et ne retourna jamais à Chypre. En effet, il fut inscrit à l'école de théologie sur l'île Halki, en mer de Marmara. Le poète aveugle, Hélias Tandalidis, un de ses enseignants, le poussa à poursuivre son œuvre littéraire. Devenu l'année suivante le « protégé » d'un riche Grec, Georges Zarifis, il fut, grâce à celui-ci, publié pour la première fois. Prémices poétiques parut alors à Constantinople. Ce fut Zarifis qui finança aussi son premier séjour à Athènes, la même année, pour y effectuer sa terminale au lycée de Plaka.
En 1874, Georges Vizyinos commença ses études à l'Université nationale et capodistrienne d'Athènes. Puis, l'année suivante, toujours grâce au financement de Zarifis, il les poursuivit à l'université de Göttingen, en philosophie et psychologie. Il y suivit les cours de Rudolf Hermann Lotze, cité dans une de ses nouvelles (« Les Séquelles des amours anciennes »). En 1877, il étudiait toujours la philosophie et la psychologie, mais à l'université de Leipzig, avec Wilhelm Wundt. Cependant, d'après ceux qui le connurent à l'époque, il passait son temps à dépenser l'argent que lui envoyait son protecteur et à rêver de faire fortune. En 1878, il séjourna à Athènes et Constantinople, l'année suivante à Berlin. En 1881, il soutint sa thèse de psychologie à Leipzig, Das Kinderspiel in Bezug auf Psychologie und Pädagogik.
Il écrivit en 1875 une tragédie en cinq actes Diamanto, perdue depuis. Son recueil de poèmes Brises du Bosphore, en 1876, fut reçu diversement à Athènes. Il reçut un prix, mais la jeune génération d'intellectuels, Emmanouíl Roḯdis en tête, le critiqua fortement, le considérant prétentieux. Après un nouveau recueil en 1877, Hespérides, il commença à publier des contes dans une revue athénienne L'Édification des enfants à partir de 1879. En 1882, à Athènes, il tenait le premier rôle dans une pièce de Dimitrios Koromilas lors d'une représentation au palais royal. En 1883, il était à Paris et Londres où il fréquentait les milieux littéraires. Sa première nouvelle « Le Péché de ma mère » fut publiée, en français, dans la Nouvelle Revue à Paris le 1er avril 1883. La traduction est attribuée au marquis Queux de Saint-Hilaire, avec l'aval de l'auteur, dons le nom est translittéré « G. M. Bizyénos ». La version originale parut 15 jours plus tard, dans Hestia à Athènes, qui accueillit aussi « La Traversée du Pirée à Naples » en août et « Qui a tué mon frère ? » en octobre-novembre.
En 1884, après la mort de Zarifis, Georges Vizyinos s'installa à Athènes où il soutint une thèse d'histoire de la philosophie (La Philosophie du Beau chez Plotin), publia nouvelles (« Les Séquelles des amours anciennes », janvier 1884 dans Hestia ; « Le 1er Mai », mai 1884 dans Acropolis ; « L'Unique Voyage de la vie », juin-juillet 1884 dans Hestia) et ouvrages scientifiques (Études psychologiques du Beau en 1885). Cependant, il était toujours très mal accueilli par les cercles littéraires de la capitale grecque qui le trouvaient trop arriviste et trop provincial.
De 1885 à 1889, il partagea son temps entre Athènes et son village natal en Thrace où il avait acheté une mine, espérant y trouver de l'or et faire fortune, vainement. En 1890, il enseignait la rythmique et l'art dramatique au conservatoire d'Athènes. Cette même année, sa « maladie mentale » (probablement liée à une syphilis) fut évoquée pour la première fois et constitua la raison de son séjour en cure à Bad Gastein. En 1892, il tomba amoureux de Bettina Fravassili, une de ses élèves (dont l'âge est estimé entre 13 et 15 ans). Cependant, son état mental empirant, ses proches décidèrent de le faire interner. Sous prétexte de l'amener à la noce qui le lierait à Bettina, ils le firent monter dans une calèche, le 14 avril 1892. Il en descendit dans l'enceinte de l'hôpital psychiatrique de Dromokaïton près d'Athènes qu'il ne devait plus quitter.
À l'hôpital, il alternait les périodes d'incohérence et de lucidité durant lesquelles il écrivait poèmes et nouvelles (ses amis publièrent pour lui « Moskov-Sélim » dans Hestia en 1894) et traduisait les poètes allemands. Il s'intéressa aussi à l'œuvre d'Ibsen. En mai 1895, un article d’Hestia évoquait une rencontre avec Vizyinos à l'hôpital. Il était alors comparé à un « Maupassant grec ».
Finalement, complètement paralysé, il mourut le 15 avril 1896. Lors de ses obsèques, ce fut Costis Palamas qui prononça son éloge funèbre.

#### Œuvres de Vizyinos
- Poésies :
  - Prémices poétiques, Constantinople, 1873
  - Brises du Bosphore, 1876
  - Hespérides, 1877
- Nouvelles :
  - 1883 Le Péché de ma mère (Paris, Athènes)
  - 1883 La Traversée du Pirée à Naples, Athènes
  - 1883 Qui a tué mon frère ?, Athènes
  - 1884 Les Séquelles des amours anciennes, Athènes
  - 1884 Le 1er Mai, Athènes
  - 1884 L'Unique Voyage de sa vie, Athènes
  - 1894 Moskov-Sélim, Athènes
- Études :
  - 1885 Études psychologiques du Beau, Athènes

- Recueil de ses nouvelles en français : Sortilèges et maléfices, éd. La Différence, coll.: Littérature étrangère, 2003,  (ISBN 2729114440) (avec une traduction et une présentation de Gilles Decorvet)

Œuvres de Vizyinos traduites en français
- 2015 «Le Péché de ma mère », suivi de « Le pommier de discorde »,  Présentation et traduction: Gilles Decorvet, Traduction: Auguste Queux de Saint-Hilaire, Aiora Press, Athènes

#### Ouvrages sur Vizyinos et sources
- Gilles Decorvet, « Notice biographique », dans Georges Vizyinos, Sortilèges et maléfices, Paris, La Différence, 2003
- Film - DVD : 2001 Le seul voyage de sa vie, dir.: Laskis Papastathis d'après l'œuvre de Georges Vizyinos.